# Маркес, Хуан Мануэль
Хуан Мануэль Маркес Мендес (исп. Juan Manuel Márquez Méndez; 23 августа 1973, Мехико, Мексика) — мексиканский боксёр-профессионал, выступавший в полусредней весовой категории. Чемпион мира в полулёгкой (версия WBA, 2003—2006; версия IBF, 2003—2005; временный титул по версии WBO, 2006), 2-й полулёгкой (версия WBC, 2007—2008), лёгкой (версия WBO, 2009—2010; версия WBA, 2010) и 1-й полусредней (версия WBO, 2012) весовых категориях. Чемпион десятилетия по версии WBO в лёгком весе (2012). В целом, победил 8 боксёров за титул чемпиона мира в трёх весовых категориях.
Обладатель наград боксёр года (2012), бой года (2009; 2012) по версии журнала The Ring. Включен в Международный зал боксёрской славы (2020).
Старший брат Рафаэля Маркеса.

## Профессиональная карьера
Дебютировал в мае 1993 года в полулёгком весе. В дебютном бою проиграл соотечественнику Хавьеру Дурану.
Несколько лет провёл на тихой волне.
В феврале 1997 года провёл первый титульный поединок. Досрочно победил американца Седрика Минго, и завоевал титул WBO NABO в полулёгком весе.
В сентябре 1999 года вышел на ринг против непобеждённого чемпиона мира в полулёгком весе по версии WBA Фредди Норвуда. Маркес потерпел 2-е поражение.
В марте 2002 года Маркес в элиминаторе за титул IBF победил Робби Пидена.
В феврале 2003 года в бою за вакантный титул IBF в полулёгком весе в 7-м раунде нокаутировал Мануэля Медину.
В ноябре 2003 года состоялся объединительный бой в полулёгком весе между чемпионом по версии IBF Хуаном Мануэлем Маркесом и чемпионом мира по версии WBA Дерриком Гейнером. Маркес победил.

### Бой с Мэнни Пакьяо I
В мае 2004 года Хуан Мануэль Маркес встретился с бывшим чемпионом мира в 2-х весовых категориях Мэнни Пакьяо. В середине 1-го раунда Пакьяо левым кроссом в челюсть отправил мексиканца на канвас. Маркес сразу поднялся. Пакьяо бросился его добивать. Маркес неожиданно сам пошёл в контратаку. Пакьяо воспользовался этим и вновь левым кроссом в челюсть отправил мексиканца в нокдаун. Маркес снова поднялся. Через несколько секунд Пакьяо загнал противника в угол и провёл двойку в челюсть, после чего мексиканец упал. Пакьяо провёл ещё один удар — левый хук в челюсть — по лежачему сопернику. Рефери отогнал филиппинца и отсчитал нокдаун. На этот раз Маркес встал не сразу. Маркес смог продержаться до гонга. В дальнейшем Маркес выровнял поединок. По итогам боя мнения судей разделились — была объявлена ничья, хотя многие считают победителем Маркеса.
В сентябре 2004 года Маркес победил Орландо Солидо и защитил титулы чемпиона мира.
В мае 2005 года он победил Виктора Поло.
В марте 2006 года Маркес отправился в Индонезию к местному непобеждённому боксёру Крису Джону. Джон нанес Маркесу 3-е поражение.
В 2007 году Маркес перешёл во 2-й полулёгкий вес.
В марте 2007 года Маркес спорно победил чемпиона мира во 2-м полулёгком весе по версии WBC известного мексиканского боксёра Марко Антонио Барреру.

### Бой с Рокки Хуаресом
В ноябре 2007 года состоялся бой между Хуаном Мануэлем Маркесом и Рокки Хуаресом. В 1-м раунде при столкновении головами Хуарес получил рассечение над левым глазом. Маркес доминировал весь бой и уверенно победил по очкам.

### Бой с Мэнни Пакьяо II
В марте 2008 года состоялся 2-й бой между Хуаном Мануэлем Маркесом и Мэнни Пакьяо. Во втором раунде Маркес потряс филиппинца, но тот устоял на ногах. В конце 3-го раунда Пакьяо попал встречным хуком в челюсть Маркесу. Мексиканец упал. Он поднялся на счёт 4. Пакьяо не хватило времени добить противника. В десятом раунде Пакьяо потряс Маркеса. Мексиканца зашатало, но он устоял на ногах. По окончании боя судьи раздельным решением объявили победителем Мэнни Пакьяо.

### Бой с Хоэлем Касамайором
В сентябре 2008 года состоялся бой между Хуаном Мануэлем Маркесом и Хоэлем Касамайором. В конце 11-го раунда Маркес провёл серию ударов в голову. Касамайор ввязался в размен, но неудачно, пропустив несколько ударов. Он попытался отойти, но Маркес вдогонку провёл правый хук в подбородок. Касамайор упал, но сразу же поднялся. Маркес бросился его добивать. Кубинец попытался спастись в клинче, но мексиканец смог оторваться от противника. Он прижал его к канатам и выбросил несколько серий в голову. Часть ударов прошла мимо, однако Касамайор не смог внятно ответить. Маркес начал бомбить его челюсть крюками с обеих рук. Кубинец под воздействием ударов рухнул на канвас. Рефери прекратил бой, не открывая счёт. Касамайор находился на полу около минуты.
- В феврале 2009 года, Маркес нокаутировал мексиканца, Хуана Диаса и завоевал вакантные титулы чемпиона мира в лёгком весе по версиям WBO и WBA Super.

### Бой с Флойдом Мэйвезером

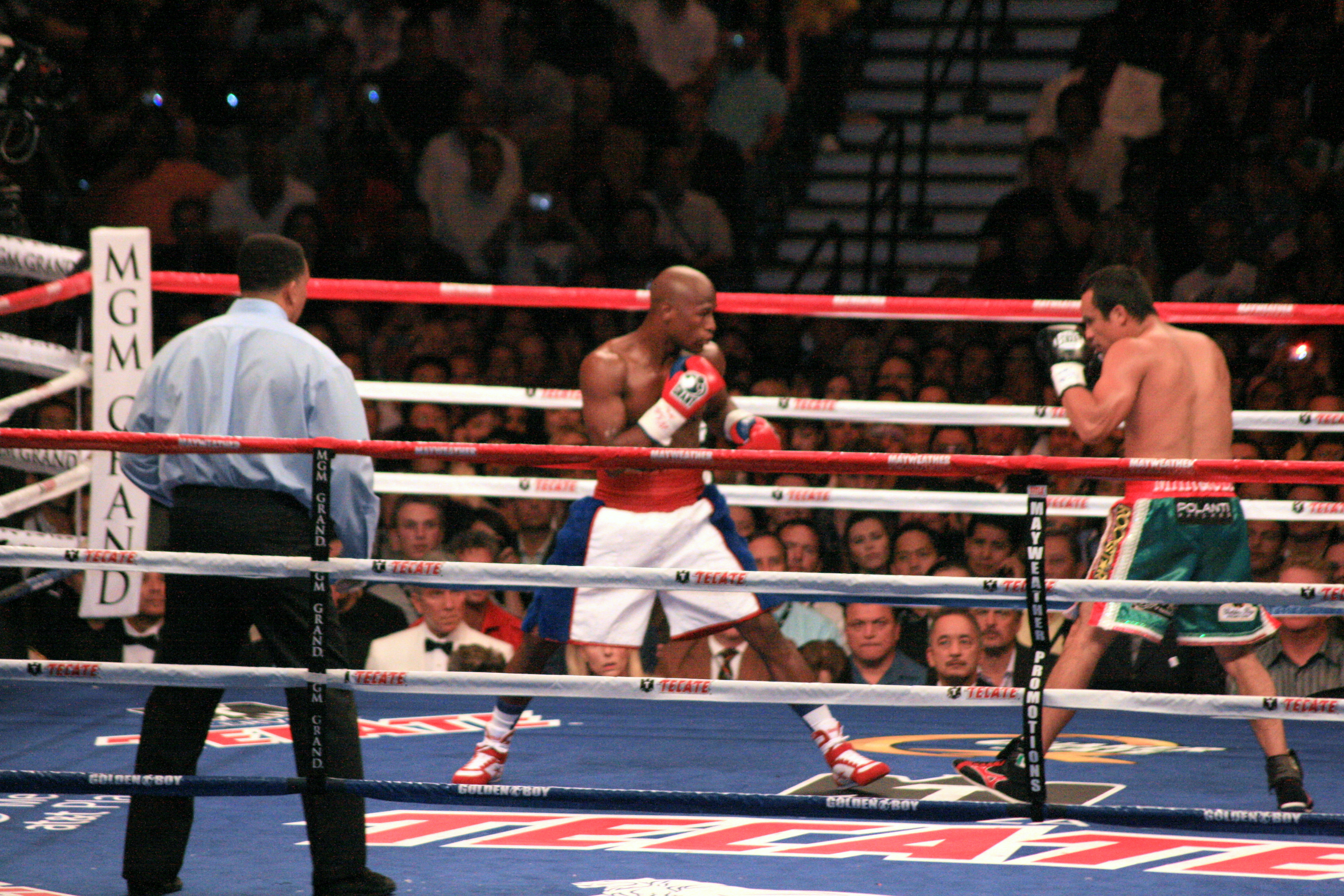
Мейвезер против Маркеса

После двухлетнего перерыва Мэйуэзер решил вернуться на ринг. Первым его соперником после возвращения 19 сентября 2009 года стал мексиканец Хуан Мануэль Маркес. Маркес был действующим чемпионом мира в лёгком весе по двум версиям, но поединок проходил в промежуточной весовой категории 144 фунта.
Мэйуэзер доминировал весь бой, а во втором раунде отправил Маркеса в нокдаун. По окончании боя все судьи с разгромным счетом присудили победу Флойду Мэйуэзеру.
В июле 2010 года Маркес снова встретился с Хуаном Диасом и защитил титулы чемпиона мира.
В ноябре 2010 года, мексиканец защитил свои титулы против известного австралийца, Майкла Катсидиса.
В июле 2011 года Маркес в первом раунде нокаутировал колумбийца, Ликара Рамоса в десятираундовом бою.

### Бой с Мэнни Пакьяо III
12 ноября 2011 года Хуан Мануэль Маркес в третий раз встретился с Мэнни Пакьяо. Поединок был таким же конкурентным и напряжённым как и первые два. По итогам 12-и раундов близким решением большинства судей победу присудили филиппинцу. Многие эксперты сошлись во мнении что победил Маркес. Третья встреча закончилась так и не выявив яркого победителя.
14 апреля 2012 года Маркес победил по очкам украинца Сергея Федченко и стал временным чемпионом мира по версии WBO в первом лёгком весе. Позже обладатель полноценного титула Тимоти Брэдли перешёл в более высокую весовую категорию и Маркес был объявлен полноценным чемпионом.

### Бой с Мэнни Пакьяо IV
8 декабря 2012 года состоялся четвёртый поединок Хуана Мануэля Маркеса и Мэнни Пакьяо. Бой боксёры начали активно. В третьем раунде Маркес ударом справа отправил Пакьяо в нокдаун, филиппинец быстро восстановился. В пятом раунде Маркес отклоняясь, получил небольшой силы удар слева от Пакьяо и потеряв равновесие, он коснулся перчаткой пола. Рефери отсчитал нокдаун. В концовке шестого раунда бойцы пошли в размен, Пакьяо ринулся вперед и нарвался на сильнейший встречный удар Маркеса. Филиппинец как подкошенный рухнул на канвас лицом вперед. Рефери даже не стал открывать счет. Пакьяо оказался в тяжелейшем нокауте, пролежав на настиле ринга без сознания несколько минут. На момент остановки боя Пакьяо вёл на картах всех 3 судей 47-46.У Харольда Ледермана 48-45. Данный бой журналом «Ринг» получил звания: бой года, нокаут года, событие года и раунд года (5-й), а сам мексиканец будет признан боксёром года.

### Бой с Тимоти Брэдли
12 октября 2013 года встретился с Тимоти Брэдли. На протяжении большинства раундов поединок был конкурентным. Представитель США в своей излюбленной манере часто атаковал, был точнее и даже несколько раз потряс мексиканца, Маркес в свою очередь был менее активен и точен. По итогам боя судьи раздельным решением отдали победу Брэдли 116—112, 115—113, 113—115.

### Бой с Майком Альварадо
17 мая 2014 года Маркес встретился с Майком Альварадо, очень сильным американским панчером, в активе которого, например, были победы над Брейдисом Прескоттом и Брендоном Риосом. Несмотря на то, что по очкам Маркес убедительно выиграл (и даже отправил противника на настил в восьмом раунде), в девятом раунде и сам мексиканец оказался в нокдауне. После этого боя Маркес принял окончательное решение повесить перчатки на гвоздь, завершив карьеру на мажорной ноте.

## Результаты боёв
В таблице перечислены результаты всех поединков боксёров.
В каждой строке указан результат поединка. Дополнительно номер поединка обозначен цветом, который обозначает итог поединка. Расшифровка обозначений и цветов представлена в нижеследующей таблице.
| Пример | Расшифровка                     |
| ------ | ------------------------------- |
|        | Победа                          |
|        | Ничья                           |
|        | Поражение                       |
|        | Планируемый поединок            |
|        | Поединок признан несостоявшимся |
| КО     | Нокаут                          |
| ТКО    | Технический нокаут              |
| PTS    | Решение судей (по очкам)        |
| UD     | Единогласное решение судей      |
| MD     | Решение большинства судей       |
| SD     | Раздельное решение судей        |
| RTD    | Отказ от продолжения боя        |
| DQ     | Дисквалификация                 |
| NC     | Поединок признан несостоявшимся |

| Поединок | Дата             | Соперник                     | Место боя                                        | Результат       | Дополнительно |
| -------- | ---------------- | ---------------------------- | ------------------------------------------------ | --------------- | --- |
| 56-7-1   | 17 мая 2014      | Майк Альварадо (34-2)        | Инглвуд (Калифорния), США                        | UD (12)         | 119-108, 117—109, 117—109. Выиграл титул WBO International в полусреднем весе. Альварадо в нокдауне в 8 раунде, Маркес в нокдауне в 9 раунде.               |
| 55-7-1   | 12 октября 2013  | Тимоти Брэдли (30-0)         | MGM Grand, Лас-Вегас, Невада, США                | SD (12)         | 113-115, 112—116, 115—113. Бой за титул чемпиона мира по версии WBO в полусреднем весе.                                                                     |
| 55-6-1   | 8 декабря 2012   | Мэнни Пакьяо (4) (54-4-2)    | MGM Grand, Лас-Вегас, Невада, США                | KO6 (12) 2:59   | Бой за эксклюзивный титул чемпиона десятилетия по версии WBO в лёгком весе.                                                                                 |
| 54-6-1   | 14 апреля 2012   | Сергей Федченко (30-1)       | New Mexico City Arena,, Мехико, Мексика          | UD (12)         | 118-110, 118—110, 119—109. Бой за титул временного чемпиона мира по версии WBO в лёгком весе.                                                               |
| 53-6-1   | 12 ноября 2011   | Мэнни Пакьяо (3) (53-3-2)    | MGM Grand, Лас-Вегас, Невада, США                | MD (12)         | 113-115, 114—114, 112—116. Бой за титул чемпиона мира по версии WBO в полусреднем весе, 3-я защита Пакьяо.                                                  |
| 53-5-1   | 16 июля 2011     | Ликар Рамос (24-3)           | Plaza de Toros, Канкун, Мексика                  | TKO1 (10) 1:46  | |
| 52-5-1   | 27 ноября 2010   | Майкл Катсидс (27-2)         | MGM Grand, Лас-Вегас, Невада, США                | TKO9 (12) 2:14  | Бой за титул чемпиона мира по версиям Super WBA и WBO, 2-я защита Маркеса, по версии The Ring, 3-я защита Маркеса в лёгком весе.                            |
| 51-5-1   | 31 марта 2010    | Хуан Диас (35-3)             | Мандалай-Бэй, Лас-Вегас, Невада, США             | UD (12)         | 117-111, 116—112, 118—110. Бой за титул чемпиона мира по версиям Super WBA и WBO, 1-я защита Маркеса, по версии The Ring, 2-я защита Маркеса в лёгком весе. |
| 50-5-1   | 19 августа 2009  | Флойд Мэйвезер (39-0)        | MGM Grand, Лас-Вегас, Невада, США                | UD (12)         | 107-120, 109—118, 108—119. Бой в промежуточной весовой категории 144 фунта.                                                                                 |
| 50-4-1   | 28 февраля 2009  | Хуан Диас (34-1)             | Toyota Center, Хьюстон, Техас, США               | TKO9 (12) 2:40  | Бой за вакантные титулы чемпиона мира по версиям Super WBA и WBO, за титул The Ring, 1-я защита Маркеса, за титул IBO, 1-я защита Диаса в лёгком весе.      |
| 49-4-1   | 13 сентября 2008 | Хоэль Касамайор (36-3-1)     | MGM Grand, Лас-Вегас, Невада, США                | TKO11 (12) 2:55 | Бой за титул чемпиона мира по версии The Ring, 3-я защита Касамайора в лёгком весе.                                                                         |
| 48-4-1   | 15 марта 2008    | Мэнни Пакьяо (2) (45-3-2)    | Мандалай-Бэй, Лас-Вегас, Невада, США             | SD (12)         | 112-115, 113—114, 115—112. Бой за титул чемпиона мира по версии WBC во 2-м полулёгком весе, 2-я защита Маркеса.                                             |
| 48-3-1   | 3 ноября 2007    | Рокки Хуарес (27-3)          | Desert Diamond Casino, Тусон, Аризона, США       | UD (12)         | 120-108, 118—110, 117—111. Бой за титул чемпиона мира по версии WBC во 2-м полулёгком весе, 1-я защита Маркеса.                                             |
| 47-3-1   | 17 марта 2007    | Марко Антонио Баррера (63-4) | Мандалай-Бэй, Лас-Вегас, Невада, США             | UD (12)         | 116-111, 116—111, 118—109. Бой за титул чемпиона мира по версии WBC во 2-м полулёгком весе, 5-я защита Барреры.                                             |
| 46-3-1   | 25 ноября 2006   | Джимрекс Джака (27-2-1)      | Dodge Arena, Идальго, Техас, США                 | KO9 (12) 2:48   | Бой за титул временного чемпиона мира по версии WBO в полулёгком весе, 1-я защита Маркеса.                                                                  |
| 45-3-1   | 5 августа 2006   | Тердсак Кокиетгим (24-1)     | MontBleu, Стетлайн, Невада, США                  | TKO7 (12) 1:13  | Бой за титул временного чемпиона мира по версии WBO в полулёгком весе.                                                                                      |
| 44-3-1   | 4 марта 2006     | Крис Джон (36-0-1)           | Karang Melenu Sports Hall, Тенггаронг, Индонезия | UD (12)         | 110-116, 111—117, 112—116. Бой за титул чемпиона мира по версии WBA в полулёгком весе, 5-я защита Джона.                                                    |
| 44-2-1   | 7 мая 2005       | Виктор Поло (37-4-3)         | Мандалай-Бэй, Лас-Вегас, Невада, США             | UD (12)         | 119-108, 118—109, 120—107. Бой за титул чемпиона мира по версии Super WBA и IBF в полулёгком весе, 3-я защита Маркеса.                                      |
| 43-2-1   | 18 сентября 2004 | Орландо Салидо (23-8-2)      | MGM Grand, Лас-Вегас, Невада, США                | UD (12)         | 118-110, 117—111, 117—111. Бой за титул чемпиона мира по версии Super WBA и IBF в полулёгком весе, 2-я защита Маркеса.                                      |
| 42-2-1   | 8 мая 2004       | Мэнни Пакьяо (38-2-1)        | MGM Grand, Лас-Вегас, Невада, США                | SD (12)         | 110-115, 113—113, 115—110. Бой за титул чемпиона мира по версии Super WBA и IBF в полулёгком весе, 1-я защита Маркеса.                                      |
| 42-2     | 1 ноября 2003    | Деррик Гейнер (39-5-1)       | MGM Grand, Лас-Вегас, Невада, США                | TD7 (12) 2:37   | Бой за титул чемпиона мира по версии IBF, 1-я защита Маркеса, по версии Super WBA в полулёгком весе, 4-я защита Гейнера.                                    |
| 41-2     | 16 августа 2003  | Маркос Ликона (21-3-1)       | Mohegan Sun Casino, Унцесвилль, Коннектикут, США | RTD9 (10) 3:00  | |
| 40-2     | 1 февраля 2003   | Мануэль Медина (60-12)       | Мандалай-Бэй, Лас-Вегас, Невада, США             | TKO7 (12) 1:18  | Бой за вакантный титул чемпиона мира по версии IBF в полулёгком весе.                                                                                       |
| 39-2     | 21 июня 2002     | Эктор Хавьер Маркес (26-8)   | Orleans Hotel & Casino, Лас-Вегас, Невада, США   | TKO10 (10) 0:28 | |
| 38-2     | 9 марта 2002     | Робби Пиден (20-1)           | AJ Palumbo Center, Питтсбург, Пенсильвания, США  | RTD10 (12) 3:00 | Элиминатор по версии IBF в полулёгком весе. |
| 37-2     | 19 октября 2001  | Джонни Уокер (18-3)          | ACoeur d’Alene Casino, Уорлей, Айдахо, США       | TKO1 (10) 0:56  | |
| Бой      | Дата             | Соперник                     | Место боя                                        | Результат       | Дополнительно |